# Hirtenberg (gmina)
Hirtenberg – gmina targowa w Austrii, w kraju związkowym Dolna Austria, w powiecie Baden. Według Austriackiego Urzędu Statystycznego liczyła 2 623 mieszkańców (1 stycznia 2014).